# Vršenky
Vršenky (Appendicularia nebo Larvacea) jsou skupina volně plovoucích pláštěnců (Tunicata, také Urochordata). Na rozdíl od ostatních zástupců tohoto podkmene jim chorda dorsalis zůstává zachována po celý život. U vršenek je během celého života jedince v podstatě zachována morfologie odpovídající zhruba larvám sumek a salp. Vršenky zahrnují jediný řád Copelata.
Vršenky jsou velmi drobné (5 mm i s ocasní částí těla) a jsou tedy planktonními živočichy. Potravu získávají filtrováním a zdržují se převážně v eufotické vrstvě (vrstva u hladiny, která je dostatečně prosvětlena pro průběh fotosyntézy). Někdy je možno je zastihnout i v hlubších vodách. K filtrování používají jemné sítko na povrchu schránky, ve které přebývají. Je-li sítko zaneseno, schránku opustí a vytvoří si novou. Tato výměna sítka se odehrává v cyklech trvajících pouze několik hodin.
Vršenky žijí ve všech oceánech světa.
Příkladem druhu může být vršenka středozemní (Appendicularia sicula), která žije ve Středozemním moři.